# Imán (banda)
Imán, Califato Independiente, o simplemente Imán, fue una banda española creada en 1976.
Grupo de carácter muy propio y definido, conteniendo un crisol de músicas que van desde sonidos hindúes, brasileños, al rock sinfónico, lo que les ha hecho mantener un círculo de fieles seguidores desde sus inicios en España y otros países como Japón o México.

## Época histórica
Los inicios de Imán tienen lugar durante 1976 en Madrid, cuando el bajista Iñaki Egaña, que anteriormente había grabado en solitario un disco llamado «Karma», reúne a Manuel Rodríguez (guitarras), que llegaba desde Sevilla y tras haber grabado el álbum «14 de abril» del grupo Goma, y a Kiko Guerrero (batería y percusión) que llega desde Estados Unidos. En sus inicios el proyecto musical contó con otros músicos que más tarde se descolgaron del proyecto (Pablo Becerra a la flauta, Federico Cordón al saxo y Luis Delgado, a la guitarra). Corría la primavera de 1976. 
Instalados en Madrid, en otoño de 1976 se incorporaría el técnico de sonido Pepe Almadana. El grupo trabaja como trío hasta que se les une durante una actuación en enero de 1977, en la ciudad de Rota, el teclista Marcos Mantero. Desde ese momento toman la denominación definitiva de IMÁN CALIFATO INDEPENDIENTE.   
El grupo firma con el sello CBS y editan su primer álbum en 1978 bajo la misma denominación. Este primer disco ofrece una música nueva, innovadora en el panorama musical. En ella aparecen influencias de etapas anteriores de los músicos que componen IMÁN, fusionadas con sonidos étnicos y progresivos. Hay un claro predominio de la música instrumental y las voces son usadas en momentos puntuales con gran clasicismo, en especial en el largo tema «Tarantos». La base rítmica inventa y se recrea entre melodías y solos de guitarras y teclados con una gran amplitud de instrumentos de percusión, dándole ese matiz étnico arábigo-andaluz. Guitarras y teclados se entrelazan con momentos de virtuosismo y otros de gran belleza melódica. Se reconocen retazos del «Canterbury Sound» y de bandas como Weather Report. Este álbum recibe una gran acogida por parte de la crítica y público. 
"Imán, Califato Independiente" (CBS, 1978) estuvo producido por Teddy Bautista y Ricardo Pachón, con un sonido etéreo, de gran clímax, quebrado por pulsaciones flamencas. Para muchos críticos, sobre todo su cara A de un solo tema, Tarantos del Califato Independiente, es una de las cumbres del rock sinfónico andaluz, con 20 minutos sin abandonar un tono flamenco-moruno, en un dechado de frescura, fluidez y elegancia. Del disco se extrajeron dos singles de buen recorrido comercial: Tarantos/Canción de la oruga y, sobre todo, Darshan (partes I y II). Este último tema se convirtió en su tema de referencia en los conciertos.
La edición de este disco y el auge de grupos andaluces como Triana o Alameda, incluye  a Imán dentro del género de Rock Andaluz, a pesar de que la banda tiene una música más progresiva con toques hindúes, de oriente medio e incluso espacial.
Las actuaciones del grupo se multiplican, actúan por gran parte de la geografía española e incluso actúa por Europa en países como Francia, Alemania o Portugal. En el grupo nace un misticismo que ya venía de los inicios de la banda cuando formaban parte de las enseñanzas del Guru Maharaji. Son el auténtico grupo de rock de los setenta, viviendo juntos y con una filosofía en común.  
En 1980 acompañan a Lole y Manuel en su cuarto LP. 
Instalados en «camino del águila» en el Puerto de Santa María, el grupo comienza a trabajar en un segundo disco que llevará el mismo nombre de este lugar. Aunque los cuatro músicos componen y preparan el nuevo material, la entrada en estudios se hace con un nuevo bajista, el músico uruguayo Urbano Moraes. En 1980 editan su segundo álbum, "Camino del águila", con influencias de ritmos brasileños y arábigos, un álbum instrumental, a excepción del hermoso tema que cierra el disco titulado «Niños» y que es cantado por Manuel Rodríguez. «La Marcha de los Enanitos», «Maluquinha» y el que da título al álbum, «Camino del águila», son temas rítmicos con grandes desarrollos instrumentales llenos de hermosas melodías y fantásticos solos. 
En 1981 Manuel Rodríguez y Marcos Mantero decidieron continuar juntos en un proyecto tecno pop cercano a bandas como Buggles, Azul y Negro y Jon & Vangelis, con el nombre de Mantero y Rodríguez, S. L.
En 1986 celebraron los diez años del grupo con una actuación aislada en Jerez de la Frontera.
Durante la década de los ochenta los músicos de Imán aparecen junto a otros artistas como Joaquín Sabina, Barrabás, Alaska y Dinarama, La Década Prodigiosa, Jayme Marques, etc

## Época reciente
Veinte años después el grupo se reúne nuevamente, para dar a conocer el CD "30 Aniversario" (2006), coordinado por Paco Barroso "Aristillus", y que recoge varias grabaciones históricas del grupo, realizadas en distintos conciertos de los años 1977 a 1979, grabadas desde la mesa de mezclas con un magnetofón. Las grabaciones se hallaban en poder del batería del grupo, Kiko Guerrero, y del entonces técnico de sonido de la banda, Pepe Almadana.[cita requerida] La duración del disco supera de largo la hora y está formada por cuatro improvisaciones, entre las que se incluye “La forja de los tarantos”, grabada el 2 de enero de 1977, en Rota, fecha y lugar que había supuesto el debut con la banda del teclista Marcos Mantero. 
En 2006 actuaron en el Alcázar de Jerez de la Frontera, en 2007 en el Festival del Lago de Bornos junto a Cai y Guadalquivir, Benalup, Cádiz junto a Chano Domínguez y Cai y Ubrique junto a Cai. En 2008 otra vez repitieron en Bornos junto a Gwendal y Bloque, Conil y Sevilla en homenaje al Flamenco en la Bienal. También en Extremadura tocaron en un festival junto a otros grupos.  
Desde 2010 Manuel Imán sigue con su carrera en solitario y tocando para otros artistas de nivel internacional e Iñaki Egaña con antiguos compañeros de Barrabás, Los Mitos o una nueva banda llamada Caeman junto a Diego Fopiani y Paco Delgado del grupo de rock andaluz Cai.
El 7 de diciembre de 2014 fallece en Sevilla el teclista Marcos Mantero a los 63 años. Estaba retirado de la música y se dedicaba a la medicina.
A finales de 2015 se anuncia un nuevo concierto de Imán en Jerez para el 13 de agosto de 2016.  Los ensayos comienzan a principios de verano y la formación actual está compuesta por Manuel Imán, guitarras, teclados y voz, Iñaki Egaña, bajo y voz; Ignacio Fermín Ávila, teclados, arpa láser y Sergio Pérez, batería y percusión.

## Discografía
- Califato Independiente, 1978
- Camino del Águila, 1980
- Edición Especial Para Coleccionistas, 30 Aniversario 1976-2006